# Théâtre national de l'Opéra-Comique
Cet article concerne le théâtre de l'Opéra-Comique. Pour le genre musical, voir Opéra-comique.
Le théâtre national de l'Opéra-Comique, appelé aussi « salle Favart », est une salle de spectacles située place Boieldieu, dans le 2e arrondissement de Paris. Il a le statut d'établissement public à caractère industriel et commercial.
Cette salle accueille de manière permanente la troupe de l'Opéra-Comique de 1783 à 1801 puis de 1840 à 1971.

## Histoire de la salle Favart

### Origine
L'Opéra-Comique est fondé sous le règne de Louis XIV, le 26 décembre 1714 par Catherine Baron et Gautier de Saint-Edme à partir de troupes qualifiées de « foraines » qui se produisent lors des spectacles donnés lors des foires annuelles de Paris. L'une des troupes de la foire Saint-Germain prend alors le nom d'Opéra-Comique.
Son répertoire est surtout constitué de pantomimes et de parodies d'opéras afin de déjouer les interdictions dont il est frappé à la suite de procès intentés par la Comédie-Française, inquiète face à la qualité montante des spectacles qui lui font directement concurrence. En 1714, un décret autorise la troupe à avoir son propre théâtre avec une contrainte : intercaler des dialogues parlés dans les œuvres chantées. C’est, depuis, la définition de l'opéra-comique.
Les débuts de l'Opéra-Comique sont difficiles, avec plusieurs périodes de fermeture, de 1719 à 1720, puis de nouveau de 1722 à 1723. En 1743, Jean Monnet prend la direction de l’établissement et invite l'auteur Charles-Simon Favart. Le succès est au rendez-vous, mais fait ombrage aux autres théâtres parisiens. Pour y remédier, les autorités provoquent une nouvelle fermeture de 1745 à 1751. Cette année-là, la ville de Paris obtient la réouverture du théâtre, toujours sous la direction de Jean Monnet.
En janvier 1762, l'Opéra-Comique de la foire fusionne avec la Comédie-Italienne. Il déménage le 3 février 1762 à l'hôtel de Bourgogne.
En 1779, la « Comédie-Italienne » devient « Théâtre-Italien », mais la troupe ne comporte déjà plus aucun Italien.
Toutefois, en 1780, l'ensemble reprend officiellement le nom d'« Opéra-Comique ».

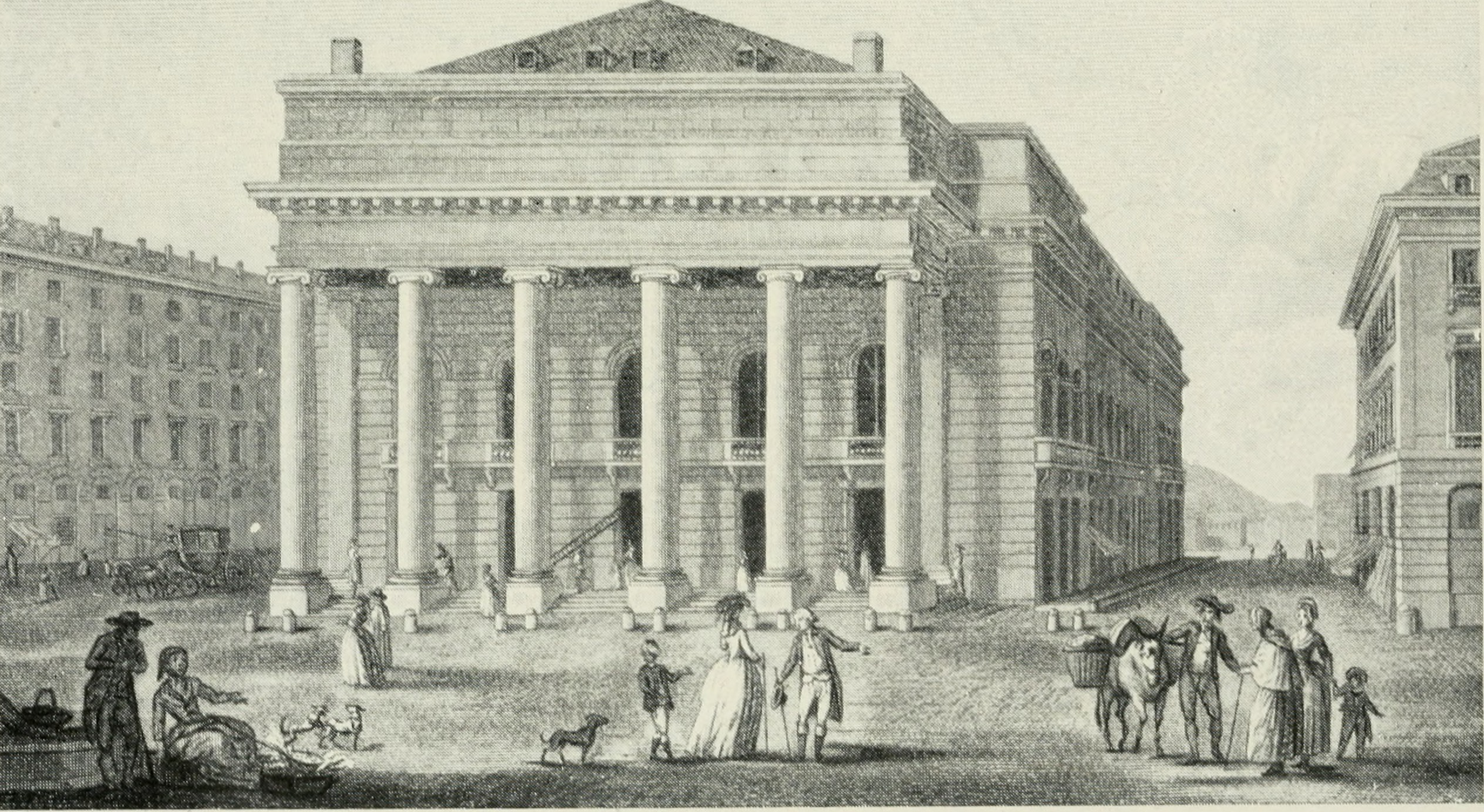
Vue de la première salle Favart (architecte Heurtier) qui hébergea l’Opéra-Comique de 1783 à 1838.

### Première salle Favart (1783-1838)
La salle Favart, dont l'architecte est Jean-François Heurtier, est inaugurée le 28 avril 1783 en présence de la reine Marie-Antoinette. Construite sur un terrain de  l'hôtel de Choiseul (à l'emplacement où se trouve désormais le théâtre national de l'Opéra-Comique, place Boieldieu dans le 2e arrondissement de Paris), elle dispose de 1 255 places et comprend une loge réservée à perpétuité aux descendants du duc de Choiseul.
Pendant la Révolution française, l'Opéra-Comique poursuit son activité, mais il subit la rude concurrence du théâtre Feydeau. En 1801, les deux troupes fusionnent pour former, le 16 septembre, le théâtre national de l'Opéra-Comique, installé salle Feydeau. Pendant plusieurs années, le fonctionnement de l'institution oscille entre sociétés d'artistes et un modèle plus classique avec directeur en commandite.
En 1802, Napoléon Bonaparte, alors Premier consul, décide de transférer dans la salle restée vacante la troupe de l'Opera-Buffa (plus connue sous le nom d'« Italiens ») créée l'année précédente au Théâtre-Olympique par Mlle Montansier. Elle la quitte à son tour, faute de public, après une dernière représentation le 19 mai 1804, pour fusionner avec la troupe du théâtre Louvois sous la direction de Louis-Benoît Picard et devenir le « théâtre de l'Impératrice ». La troupe de l'Opéra-Comique revient alors salle Favart le 23 juillet 1804 en raison de travaux à la salle Feydeau. La salle Favart bénéficie à l'automne de travaux de restauration et d'embellissement qui conduisent la troupe de l'Opéra-Comique à jouer temporairement au Théâtre-Olympique, du 3 au 23 octobre 1804. Revenue à Favart le 24 octobre 1804, elle y donne sa dernière représentation le 4 juillet 1805 avant de s'installer au Théâtre Feydeau le 2 septembre 1805.
En 1807, l'Opéra-Comique est porté sur la liste des quatre principaux théâtres parisiens et un décret fixe le genre de l'opéra-comique comme suit : « comédie ou drame mêlés de couplets, d'ariettes ou de morceaux d'ensemble. » La salle Favart est vendue à un certain Delamarre. Les Italiens font leur retour en 1815 sous la direction de la cantatrice Angelica Catalani, suivis en 1818 de la troupe de l'Odéon et en 1820 de celle de l'Opéra, puis par différentes troupes. En 1825, Charles X rachète la salle Favart pour y reloger les Italiens. 
Le 16 avril 1829, la troupe de l'Opéra-Comique, occupant alors la salle Feydeau, est obligée de la quitter pour s'installer dans la salle Ventadour. La salle menace en effet de s'écrouler et doit être détruite. Édifiée spécialement, la nouvelle salle est cependant trop chère pour la troupe de l'Opéra Comique, qui fait faillite plusieurs fois entre 1829 et 1832 (notamment à cause de la révolution de Juillet). Face à ces charges trop élevées, Jean-François Boursault alors directeur de la troupe, doit renoncer et se reloger au théâtre des Nouveautés. 
À Favart, dans la nuit du 14 au 15 janvier 1838, un incendie détruit la salle après une représentation de Don Giovanni de Mozart. Cet incendie est dû au système de chauffage : un tuyau du calorifère du foyer de l'orchestre, chauffé au rouge, met le feu au magasin de décors. Hector Berlioz propose alors au ministère un projet d'exploitation de la nouvelle salle à ses propres frais, mais cette demande est rejetée par la Chambre des députés.

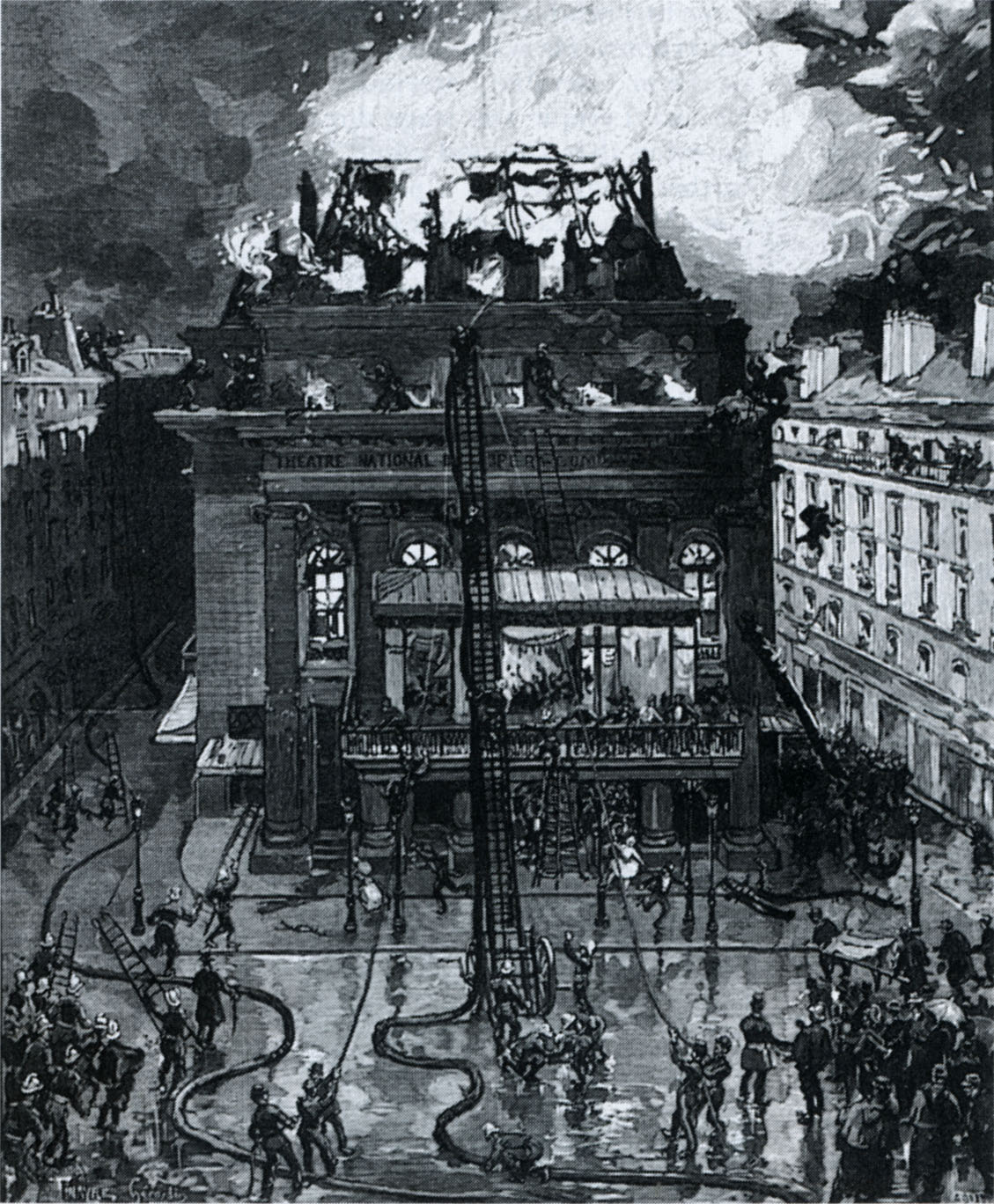
L'incendie du 25 mai 1887 (dessin de Charles Morel).

### Deuxième salle Favart (1840-1887)
En 1840, la salle est reconstruite par l'architecte Théodore Charpentier, sous la direction de Francois Louis Crosnier : d'une capacité de 1 255 places environ, elle est inaugurée par la représentation du Pré aux clercs, de Ferdinand Hérold, la troupe de l'Opéra-Comique réintégrant les murs après huit ans passés hors de la salle Favart.
La salle étonne, et notamment l'imposante structure métallique (l'utilisation structurelle du fer étant favorisé par l'évolution des techniques de production industrielles). Ses loges, aménagées avec des salons confortables et un éclairage intimiste, font jaser les familles bourgeoises. Contrairement à l'Opéra de Paris, qui accueille un bal masqué et des aventures galantes, l'Opéra Comique a un public familial, qui vient voir des œuvres « comme il faut ». 

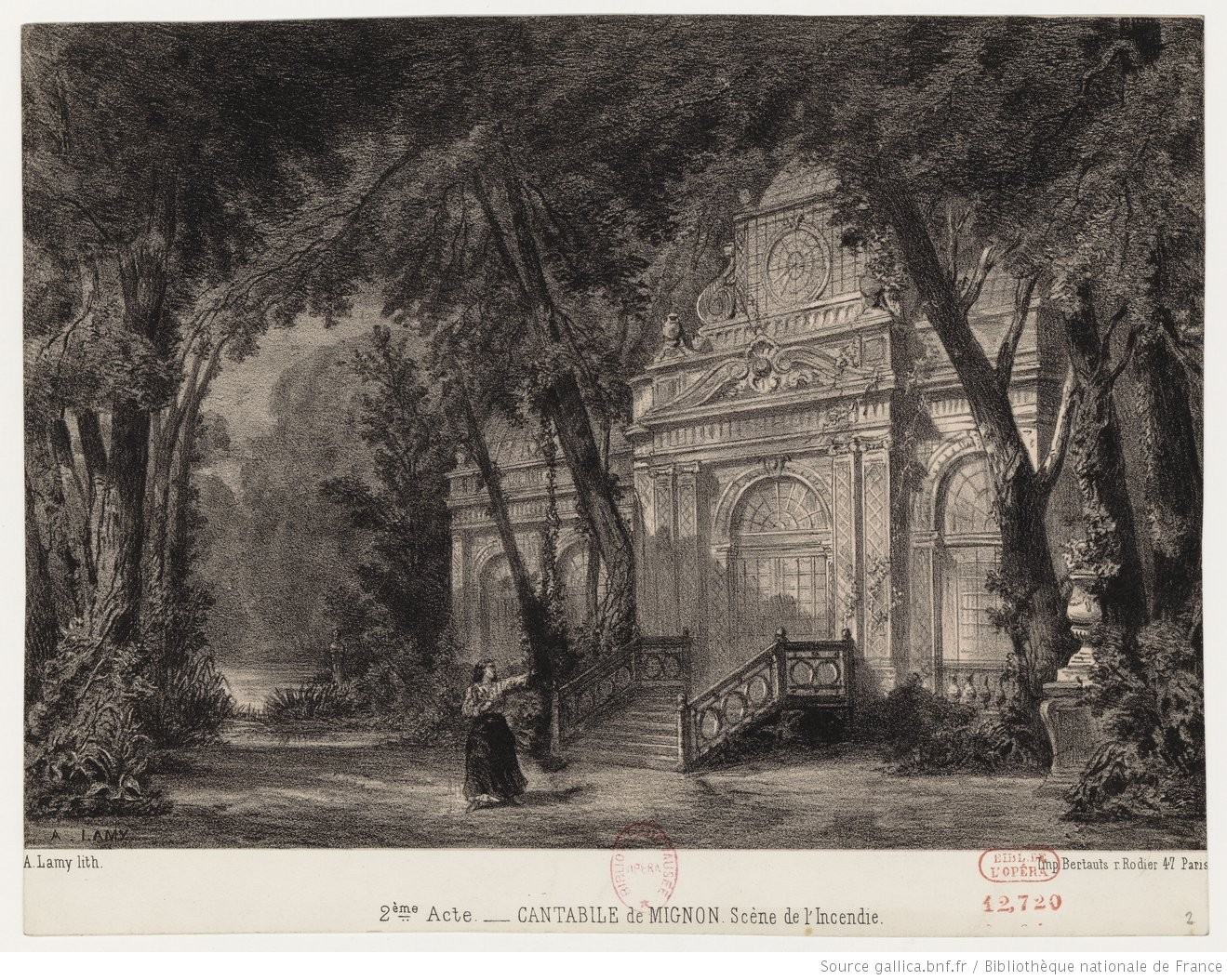
Scène de l'incendie, IIe acte de Mignon. Estampe de la création de l'œuvre à l'Opéra Comique par Eugène Lami (1866).

Le XIXe siècle est une époque de grand succès pour l'Opéra-Comique, grâce notamment à des compositeurs tels qu'Adolphe Adam, Daniel-François-Esprit Auber, Georges Bizet, Félicien David, Jules Massenet ou même Nicolas Bochsa, le célèbre harpiste excentrique qui compose sept œuvres jouées à l'Opéra-Comique.
Le 17 novembre 1866, l'Opéra-Comique, dirigé par Adolphe de Leuven, présente pour la première fois un opéra d'Ambroise Thomas qui connaît immédiatement un grand succès : Mignon, livret de Michel Carré et Jules Barbier inspiré par Wilhelm Meister de Goethe.
En 1880, le nouveau directeur, Léon Carvalho, assisté du directeur musical Charles Lamoureux, reprend Mignon avec une nouvelle cantatrice américaine, Marie van Zandt, surnommée « miss Fauvette » ou « miss Caprice ». Après quelques succès avec Le Pardon de Ploërmel et Les Noces de Figaro, Carvalho la programme dans Le Barbier de Séville de Rossini, mais son accent américain fait scandale et elle est contrainte de se retirer.
Le 25 mai 1887 à 21 heures, un incendie détruit de nouveau la salle pendant la représentation du premier acte de Mignon. Cet incendie, provoqué par une défectuosité de l'éclairage au gaz de la herse située au-dessus de la scène, coûte la vie à quatre-vingt-quatre personnes, dont quatre danseurs, deux choristes, quatre habilleuses, quatre ouvreuses, et met au chômage tout le personnel. Le gouvernement paye une compensation aux victimes et un concert est donné au bénéfice des employés de l'Opéra-Comique, qui s'installe provisoirement au théâtre des Nations (futur Théâtre de la Ville), place du Châtelet.
Carvalho est jugé responsable, condamné puis acquitté en appel. À la suite de cet incendie, l'éclairage à l'électricité devient obligatoire dans tous les théâtres et cafés-concerts[réf. nécessaire]. Emmanuel Chabrier, de son côté, écrit le Duo de l'ouvreuse de l'Opéra-Comique et de l'employé du Bon Marché, pièce à l'humour noir, les représentations de son opéra Roi malgré lui étant définitivement annulées, sans compensation financière.
Une vingtaine de victimes sont enterrées au cimetière du Père-Lachaise (96e division) dont dix dépouilles non reconnues dans un monument dédié.

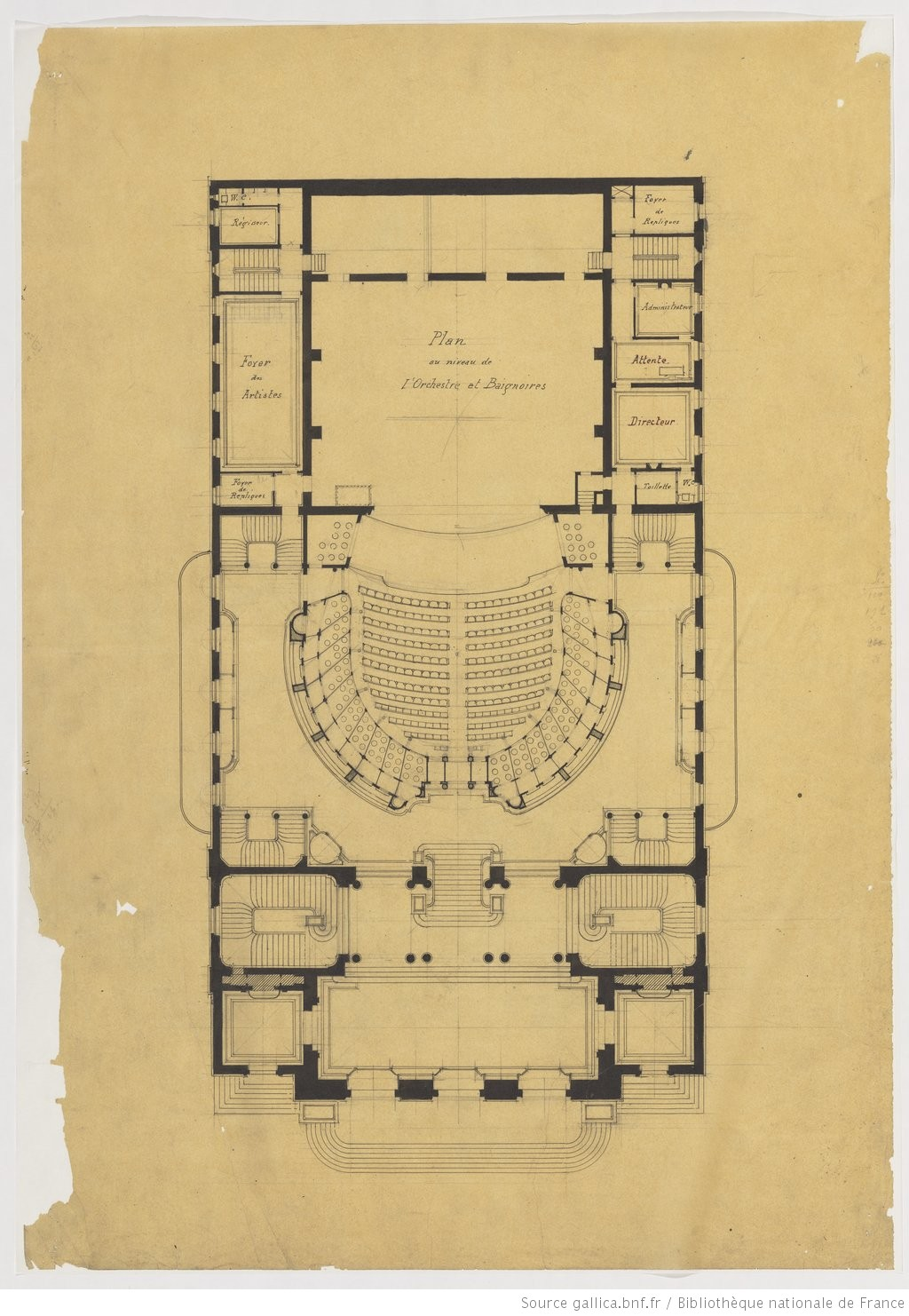
Plan en coupe de la troisième Salle Favart, Louis Bernier, 1893, crayon, plume, encre noire.

### Troisième salle Favart (depuis 1898)

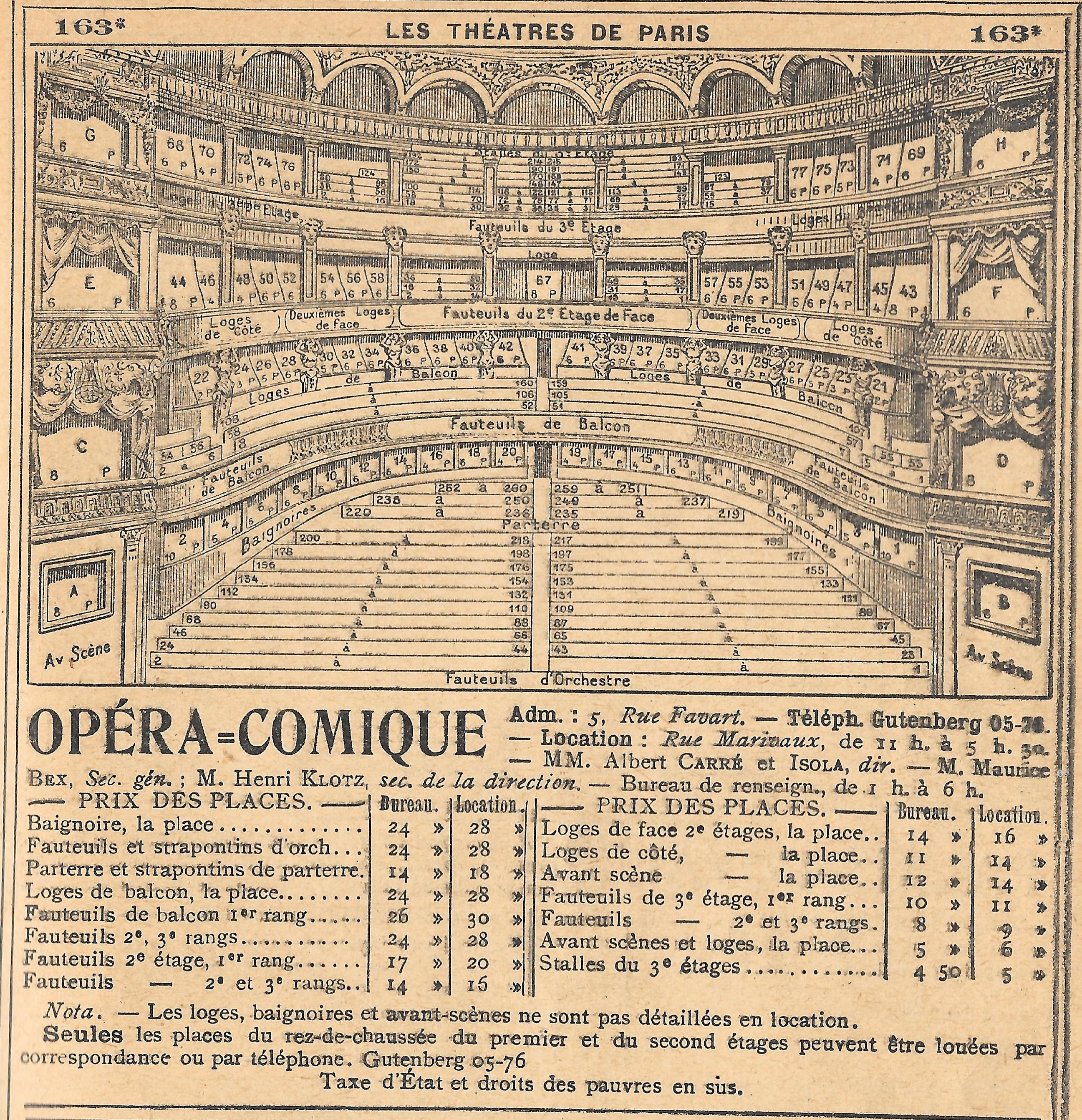
L'Opéra-Comique, plan, prix des places et administration en 1925.

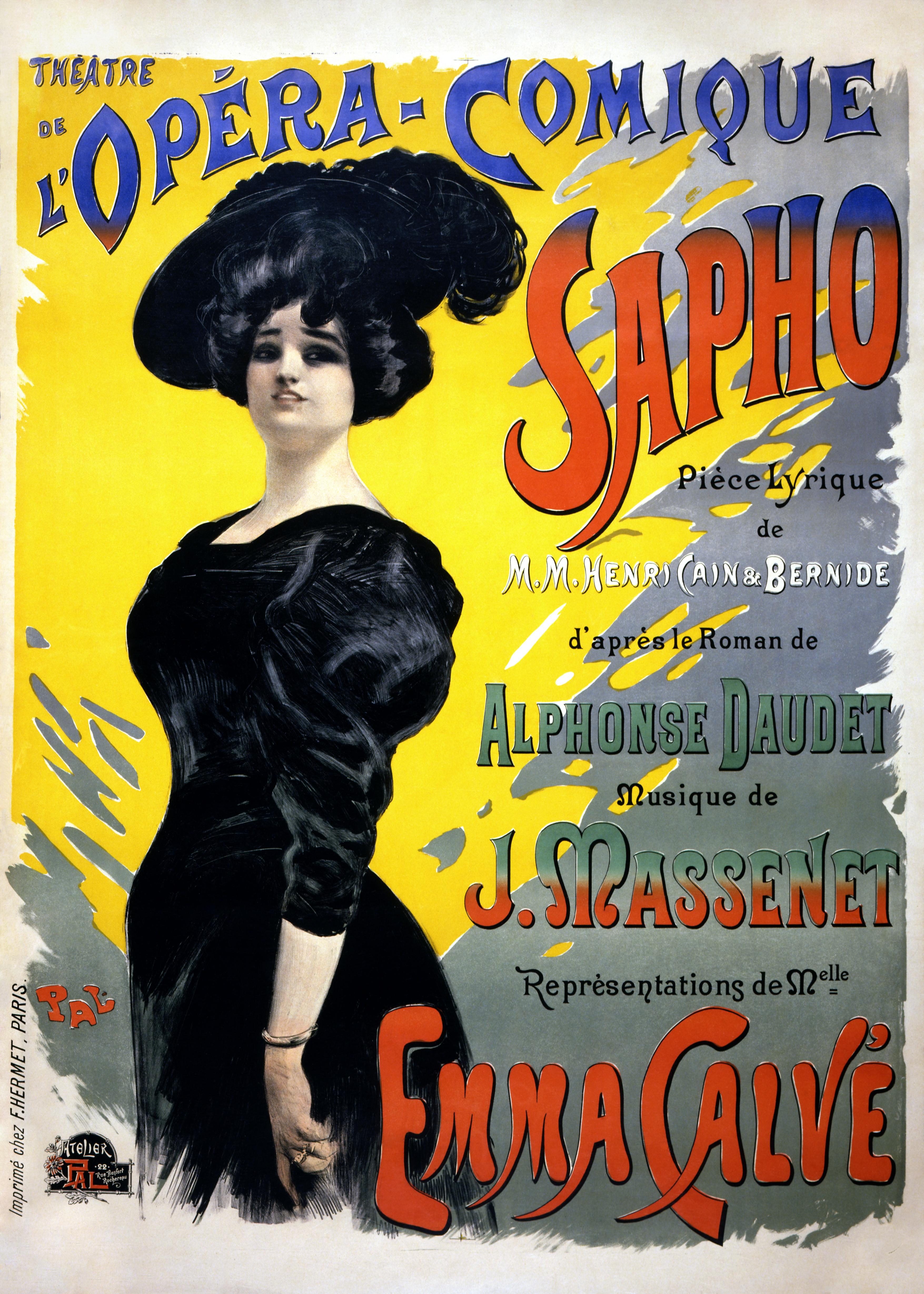
Affiche du « théâtre de l’Opéra-Comique » (Jean de Paleologu, 1897).

La salle est reconstruite par l'architecte Louis Bernier sur un modèle moins strict que les précédents, avec une riche statuaire. Notamment dans des niches au 1er étage une statue intitulée La Musique par Denys Puech (1854-1942) et une autre intitulée La Poésie par Ernest Guilbert (1848-1913). L'imposante corniche est soutenue par six cariatides.
Le 7 décembre 1898, après onze ans de reconstruction, la salle est inaugurée en présence du président de la République Félix Faure. Elle a une capacité de 1 255 places.
Les difficultés financières du théâtre dans les années 1930 entraînent l'intervention de l'État, qui, le 13 août 1936, rapproche par décret l'Opéra-Comique du théâtre national de l’Opéra, pour former la Réunion des théâtres lyriques nationaux (RTLN) sous l'administration de Jacques Rouché. Le 14 janvier 1939, la nouvelle structure devient un établissement public à part entière, placée sous l'égide du ministère de l'Éducation nationale.
Après une première fermeture en 1971, l'Opéra-Comique cesse son activité le 30 novembre 1972 pour devenir de 1974 à 1978 un lieu de formation pour les jeunes chanteurs sous le nom d'« Opéra-Studio ». La Réunion des théâtres lyriques nationaux est dissoute officiellement le 7 février 1978 au profit d'une nouvelle structure unique : le Théâtre national de l'Opéra. La salle Favart devient alors la seconde salle de spectacle de l'Opéra. C'est dans ce contexte qu'ont lieu les créations d'Atys de Lully (1987) et de Médée de Charpentier (15/06 - 30/06 1993) dirigés par William Christie avec une mise en scène de Jean-Marie Villégier.
Elle recouvre son indépendance en 1990 sous forme d'une association loi de 1901, à la suite de l'inauguration d'une nouvelle salle pour l'Opéra de Paris : l'Opéra Bastille. Elle est successivement dirigée par Thierry Fouquet (1989-1994), Pierre Médecin (1994-2000) et Jérôme Savary (2000-2005).

### Théâtre national de l'Opéra-Comique (depuis 2005)
Le théâtre est régi, depuis le 1er janvier 2005, par le décret no 2004-1232 fixant le statut du théâtre national de l'Opéra-Comique qui devient ainsi un établissement public à caractère industriel et commercial (EPIC). L'article 2 de ce décret lui confie une mission très large puisqu'il peut représenter des ouvrages lyriques, mais aussi des pièces de théâtre sans musique. Son répertoire s'étend de la musique baroque à la musique contemporaine.
Le théâtre national est dirigé par un conseil d'administration qui comprend huit membres : trois représentants de l'État, trois personnalités désignées, en raison de leurs compétences par arrêté du ministre chargé de la culture et deux représentants élus des personnels permanents de l'établissement. Jean-Yves Larrouturou est nommé président du conseil d'administration par décret du 4 avril 2018.
L'Opéra-Comique est dirigé par Jérôme Deschamps à partir de 2007. Il est assisté d'Olivier Mantei, directeur délégué de l'Opéra-Comique et codirecteur des Bouffes-du-Nord à partir de juin 2014. Ce dernier est nommé en remplacement de Jérôme Deschamps, atteint par la limite d'âge, à compter du 27 juin 2015.  Alcione, tragédie en musique de Marin Marais est représentée en 2017 sous la direction de Jordi Savall et une mise en scène de Louise Moaty.

### Fondation pour l'Opéra-Comique
La Fondation pour l'Opéra-Comique est créée sous l'égide de la Fondation de France en 2007 afin de contribuer au rayonnement de l'Opéra-Comique, en participant au financement de productions lyriques et à la diffusion du répertoire, mais aussi en favorisant l'accès à l'art lyrique pour les personnes défavorisées et handicapées.

## Activités
Depuis le début des années 2000 et la direction de Jérôme Savary, l’Opéra-Comique dispose d’un atelier de confection et de teinture de costumes dans ses murs. Il s’étend sur deux étages et peut employer jusqu’à une quinzaine de personnes. L’atelier de teinture utilise des pigments naturels (comme le réséda, la cochenille ou la garance), ce qui permet de recréer le plus fidèlement possible les nuances de costumes historiques, lorsque tel est le souhait de la mise en scène.
Certains des costumes de l’Opéra-Comique sont ensuite transmis, après la fin des productions, au Centre national du costume de scène à Moulins, qui conserve costumes de scène et décors, et organise des expositions.

## Architecture de la salle Favart
L'Opéra-Comique est souvent considéré comme l'équivalent de l'opéra Garnier en une taille plus réduite, à dimension humaine, plus proche de son public, notamment du point de vue des artistes. Son architecte, Louis Bernier s'est notamment inspiré de la construction contemporaine du palais Garnier en s'inspirant de son architecture éclectique. 
Les principaux artistes en vogue à l'époque de sa construction (Belle Époque) ont été mis à contribution pour faire de cette salle un monument :
- Albert Maignan : plafond et panneaux face fenêtres du grand foyer ;
- Henri Gervex : grand foyer ;
- Joseph Blanc : avant foyer ;
- Édouard Toudouze : plafond et panneaux (Le Jeu de Robin et Marion) de la rotonde Favart ;
- Raphaël Collin : plafond et panneaux de la rotonde Marivaux ;
- Luc-Olivier Merson : plafond de l'escalier d'honneur ;
- François Flameng : fresque La Tragédie grecque et la Danse ornant le mur de l'escalier latéral menant au grand foyer ;
- Benjamin-Constant : peinture du plafond de la salle ;
- Antoine Bernard, balustrades et lampadaires (façade) ;
- Maurice Guiraud-Rivière, statue de Carmen dans le hall d'entrée, 1909 ;
- Antonin Mercié, statue de  Manon, dans le hall d'entrée ;
- Giandomenico Facchina, mosaïques.

### Dimensions
N'ayant pas changé d'emplacement depuis 1783, l’emprise au sol de l'Opéra-Comique est assez faible. Au cœur du bâtiment, la salle de spectacle a conservé ses dimensions d’origine. Au-dessus d’elle se trouve une salle de répétition, dite « petit théâtre ». L’atelier de costumes est maintenu dans le théâtre. Le magasin de décors qui se trouvait square Louvois est aujourd’hui situé boulevard Berthier.
Longueur : 58,50 m
Largeur : 30,15 m
Hauteur de l’édifice : 36,33 m
Le 3e dessous se trouve 5,95 m en dessous du niveau du sol.

### Théâtre moderne
Le premier en France conçu avec un équipement entièrement électrique pour les éclairages publics comme scéniques. Inaugurée quelques mois avant l’Exposition universelle de 1900 qui célébrait la fée Électricité, la salle Favart met en scène la lumière électrique par une profusion de lustres et d’appliques en bronze doré signés Christofle.
En 1898, la salle Favart inaugura aussi les plus récentes règles de sécurité : matériaux incombustibles ou ignifugés, nombreux postes d’incendie, rideau de fer, grand secours (multiples arrivées d’eau au-dessus du plateau).

### Théâtre chargé d'histoire
Les artistes décorateurs sollicités en 1893-1900 représentaient l’art académique. Lauréats d’un grand prix de Rome, professeurs à l’École des beaux-arts ou membres de l’Académie, ils ont donné leur identité visuelle aux villes remodelées par l’urbanisme et la révolution industrielle. La décoration se caractérise par son éclectisme, propre à une période de transition passionnée d’histoire. 
Entre deux expositions universelles, elle exploite des sujets et des motifs identitaires : le mouvement et la vitalité (que symbolise l’élément végétal), la lyre et le masque. Ouvrages et compositeurs y sont évoqués de façon à élever un monument au génie lyrique français.

### Façade
- Perron de six marches rythmé par des grilles et des candélabres.

- Rez-de-chaussée à bossages puis hauteur en pierre lisse. Trois hautes baies cintrées avec encadrement en colonnes corinthiennes.

- Attique percé de six fenêtres alternant avec six cariatides, celles de gauche d’André-Joseph Allar (1845-1926), celles du centre de Gustave Michel (1851-1924), celles de droite d’Émile Peynot (1850-1932).

Le chéneau est décoré de masques et d’acrotères au sigle de la République Française. 
Dans les arrière-corps latéraux figurent des allégories : à gauche, La Musique par Denys Puech (1854-1942), à droite La Poésie par Ernest Charles Guilbert (1848- ?).

### Espaces publics

#### Vestibule Boieldieu
- Carmen (d’après l’opéra-comique de Bizet, créé en 1875) par Maurice Guiraud-Rivière (1881-1967).

- Manon (d’après l’opéra-comique de Massenet, créé en 1884) par Marius Jean Antonin Mercié (1845-1916).

Autour du plafond figurent des noms de compositeurs.

#### Entrée de la salle (orchestre)
- Buste de Jules Barbier (librettiste, avec Michel Carré, de Mignon d’Ambroise Thomas en 1866 et des Contes d’Hoffmann d’Offenbach en 1881 ; directeur par intérim en 1887) par Gustave Adolphe Désiré Crauk (1827-1905).

- Buste de Jules Massenet (compositeur de Manon, Esclarmonde, Sapho, Cendrillon, Grisélidis, de 1884 à 1901 ; professeur de composition au Conservatoire de musique et de déclamation de 1878 à 1896) par Jan et Joël Martel (1896-1966).

#### Escalier Marivaux
Peintures de Luc-Olivier Merson (1846-1920) : Le Chant au Moyen Age, La Poésie ; au plafond La Chanson, l’Elégie et l’Hymne en triomphe.

#### Escalier Favart
Peintures de François Flameng (1856-1923) : La Tragédie grecque, Le Ballet ; au plafond La Vérité sortant du puits et la Comédie fustigeant les vices

#### Avant-foyer
- Peinture ornementale de Dominique-Henri Guifard (1838-1913).

- Panneaux allégoriques de Joseph-Paul Blanc (1846-1904).

- Plafond en mosaïque de verre de l’atelier Facchina, rampes et balustrades en bronze doré de l’atelier Christofle.

- Buste de Benjamin Godard (compositeur de Le Dante et Béatrice en 1890) par Jean-Baptiste Champeil (1866-1913).

- Buste de Georges Bizet (compositeur de Djamileh en 1872 et de Carmen en 1875), anonyme.

La diversité des marbres de la 3e salle Favart est particulièrement visible dans le avant-foyer : l’ensemble du théâtre comporte plus d’une quarantaine de pierres, roches, marbres et granits différents.

#### Foyer: peintures
- Peintures d’Henri Gervex (1852-1929) aux extrémités : Le Ballet comique de la Reine (ballet de cour donné au Louvre en 1581, marquant la naissance de l’opéra français) et La Foire Saint-Laurent (avec le théâtre de Nicolet où naît l’opéra-comique début XVIIIe)

- Peintures d’Albert Maignan (1845-1908) dans le reste du Foyer : au plafond Les Notes ; sur le mur du fond Les Noces de Jeannette (1853) de Victor Massé à gauche, Zampa (1831) de Ferdinand Hérold à droite ; entre les fenêtres, le flûtiste joue un air du Chalet (1834) d’Adolphe Adam et le génie a pour devise un air de La Dame blanche (1825) de François-Adrien Boieldieu.

#### Foyer: bustes
- Buste d’Étienne-Nicolas Méhul (compositeur d’Euphrosine ou le Tyran corrigé en 1790 et de Stratonice en 1792), Jean-Antoine Injalbert (1845-1933).

- Buste d’Édouard Lalo (compositeur du Roi d’Ys en 1888) par Charles Perron (1862-1934).

- Buste d’Ambroise Thomas (compositeur de Mignon en 1866 ; directeur du Conservatoire de 1871 à 1896) par Émile-René Lafont (1853-1916).

- Buste de Fromental Halévy (compositeur de L’Éclair en 1835, des Mousquetaires de la Reine en 1846, du Val d’Andorre en 1848 ; professeur de composition au Conservatoire de 1840 à 1862) par Gustave-Joseph Debrie (1842-1932).

- Buste de Claude Debussy (compositeur de Pelléas et Mélisande en 1902), Marthe Spitzer (1877-1956).

- Buste d’André-Modeste Grétry (compositeur du Huron en 1768, de Zémire et Azor en 1771, de L’Amant jaloux en 1778, de Richard Cœur-de-Lion en 1784, de Guillaume Tell en 1791) par Henri-Edouard Lombard (1855-1929).

#### Foyer: médaillons
Librettistes
- Eugène Scribe
- Michel-Jean Sedaine
- Charles-Simon Favart

Compositeurs
- François-André Danican Philidor
- Nicolas Dalayrac
- Nicolas Isouard dit Nicolo
- Félicien David
- Victor Massé
- Léo Delibes

Éminents chanteurs de la troupe de l’Opéra-Comique au XIXe siècle)
- François Elleviou
- Jean-Blaise Martin
- Marie Miolan-Carvalho

#### Salon Marivaux
Peintures de Raphaël Collin (1850-1916) : L’Inspiration, L’Ode et La Romance ; au plafond La Vérité animant la fiction.
Bustes: 
- Emmanuel Chabrier (compositeur du Roi malgré lui en 1887) par Auguste Musetti d’après Constantin Meunier (1831-1905).
- Alfred Bruneau (compositeur du Rêve et de L’Attaque du moulin d’après Emile Zola, de L’Ouragan et de L’Enfant Roi avec Zola, créés entre 1891 et 1905) par Alexandre Descatoire (1874-1949).
- André Messager (compositeur de La Basoche en 1890 et Fortunio en 1907, directeur musical de l’Opéra Comique de 1898 à 1904) par Joe Descomps, dit Joseph Emmanuel Cormier (1869-1950).
- Gabriel Fauré (professeur de composition en 1896, puis directeur du Conservatoire de 1905 à 1920) par Pierre-Félix Masseau, dit Fix-Masseau (1869-1937).

#### Salon Favart
Peintures d’Édouard Toudouze (1848-1907) : Le Jeu de Robin et de Marion (premier opéra-comique, signé Adam de la Halle et joué au XIIIe  siècle), La Danse et La Musique ; au plafond Glorification de la musique.

#### Salle Bizet
L’ancien atrium qui accueillait les abonnés au niveau des rues a été réaménagé en 2007 pour accueillir concerts et colloques. 
Depuis 1900, il est orné du Monument à Georges Bizet sculpté par Alexandre Falguière (1831-1900), qui était d’abord destiné au vestibule d’entrée, le compositeur est embrassé par une allégorie de la musique, Carmen est assise à ses pieds. S’y est ajouté en 1943 un buste de Gounod signé Gilly.

### Salle Favart
Salle dite à la française : peu cloisonnée, ouverte sur l’espace central, permettant une communication visuelle optimale et une impression de large réunion. 1500 places en 1898, 1200 aujourd’hui. Loges soutenues par dix cariatides de Jules-Félix Coutan (1848-1939). Portes et cloisons en acajou.
Fosse d’orchestre mobile sur une hauteur de 2,58 mètres, dissimulée en partie sous le proscenium, capacité jusqu’à 60 musiciens. Agrandie en 1944.
Dimensions de la scène : 10,10 mètres d’ouverture pour 16,30 mètres de large x 14,50 mètres de profondeur 
Manteau d’arlequin orné de figures volantes de Laurent-Honoré Marqueste (1848-1920)
Plafond : Glorification de la musique par Jean-Joseph Benjamin-Constant (1845-1902). 
Dans la mosaïque d’émail, des masques alternent avec dix génies signés Lombard supportant des cartouches où figurent des noms de compositeurs : Adolphe Adam, Hector Berlioz, Fromental Halévy, Henri Berton, Luigi Cherubini, Wolfgang Amadeus Mozart, Pierre-Alexandre Monsigny et Giovanni Battista Pergolese.
Posé en 2007 pour rétablir l’acoustique déstabilisée par des travaux précédents, le lustre a été dessiné par Alain-Charles Perrot, architecte en chef des Monuments historiques de la Ville de Paris, sur une proposition acoustique de Federico Cruz-Barney.
Ce site est desservi par la station de métro Richelieu - Drouot.

## Directeurs

### De 1752 à 1936
Foires Saint-Germain et Saint-Laurent (1714-1761)
- 1752 - 1757 : Jean Monnet (2e direction) ;
- 1758 - 1762 : Charles-Simon Favart et associés ;

Hôtel de Bourgogne (février 1762 - avril 1783), première salle Favart (avril 1783 - juillet 1801)
- 1762 - 1802 : Société d'artistes ;

Théâtre Feydeau (septembre 1801 - juillet 1804), salle Favart (juillet-octobre 1804), Théâtre-Olympique (octobre 1804), salle Favart (octobre 1804 - juillet 1805), théâtre Feydeau (septembre 1805 - avril 1829)
- 1802 - 1822 : Comité administratif d'artistes sous la tutelle de l'État ;
- 1722 - 1823 : Société d'artistes ;
- 1823 - 1824 : Commission royale présidée par le duc d'Aumont ;
- 1824 - 1827 : René-Charles Guilbert de Pixerécourt ;
- 1827 - 1828 : Éric Bernard (intérim) ;

Salle Ventadour (avril 1829 - mars 1832)
- 1828 - 1830 : Henri Vernoy de Saint-Georges, Paul-Auguste Ducis ;
- 1830 - 1831 : Alexandre Singier ;
- 1831 : Émile Lubbert ;
- 1832 : Émile Laurent ;

Théâtre des Nouveautés (septembre 1832 - avril 1840)
- 1832 - 1834 : Paul Dutreich ;

Deuxième salle Favart (mai 1840 - juin 1853), salle Ventadour (juillet 1853 - mai 1887), salle Favart (juillet 1853 - mai 1887)
- 1834 - 1845 : Edmond Crosnier ;
- 1845 - 1848 : Alexandre Basset ;
- 1848 - 1857 : Émile Perrin ;
- 1857 - 1860 : Nestor Roqueplan ;
- 1860 - 1862 : Alfred Beaumont ;
- 1862 : Émile Perrin (2e direction) ;
- décembre 1862 - 1870 : Adolphe de Leuven[22], Eugène Ritt ;
- 1870 - janvier 1874 : Adolphe de Leuven, Camille du Locle ;
Adolphe de Leuven démissionnera en signe de protestation contre le meurtre sur scène dans Carmen (1875) de Georges Bizet, situation inédite dans un opéra.
- 1874 - 1876 : Camille du Locle ;
- 1876 : Émile Perrin (intérim, 3e direction) ;
- 14 août 1876 - 1887 : Léon Carvalho ;
Carvalho fut tenu pour responsable dans l'incendie du 25 mai 1887 et condamné à 3 mois d'emprisonnement en première instance et à 200 francs d'amendes. Il fit appel et fut acquitté en 1888[23].

Théâtre-Lyrique (octobre 1887 - juin 1898)
- juin - décembre 1887 : Jules Barbier (intérim) ;
- 1er janvier 1888 - 1890 : Louis Paravey ;
- 1891 - 1897 : Léon Carvalho (2e direction) ;

Théâtre du Château-d'Eau (octobre-novembre 1898)
- 1898 : baron des Chapelles (intérim) ;

Troisième salle Favart (depuis décembre 1898)
- 16 janvier 1898 - 31 décembre 1913 : Albert Carré ;
- 1914 - 1918 : Pierre-Barthélemy Gheusi, Émile et Vincent Isola ;
- 1918 - 1925 : Albert Carré (2e direction), Émile et Vincent Isola ;
- 15 octobre 1925 - 1932 : Louis Masson, Georges Ricou ;
- 1932 - 1936 : Pierre-Barthélemy Gheusi (2e direction), Paul Bastide directeur musical ;
Gheusi est nommé par Anatole de Monzie, ministre de l'Instruction publique et des Beaux-Arts. L'Opéra-Comique est alors au bord du gouffre financier et Gheusi renfloue le théâtre de ses propres deniers. Le personnel le contraint à la démission au moment des grèves de 1936.

### Réunion des théâtres lyriques nationaux
- Administrateurs : 
  - 1936 - 1944 : Jacques Rouché
  - 1945 - 1946 : Maurice Lehmann
  - 1946 - 1951 : Georges Hirsch
  - 1951 - 1955 : Maurice Lehmann
  - 1955 - 1956 : Jacques Ibert
  - 1956 - 1959 : Georges Hirsch
  - 1956 - 1962 : A.-M. Julien
  - 1962 - 1968 : Georges Auric
  - 1968 - 1969 : André Chabaud (intérim)
  - 1969 - 1971 : René Nicoly
  - 1971 - 1972 : Daniel-Lesur
  - 1974 - 1978 (Opéra-Studio) : Rolf Liebermann

- Directeurs : 
  - 1939 - 1940 : Henri Busser
  - 1941 - 1944 : Max d'Ollone
  - 1944 : Lucien Muratore
  - 1944 - 1945 : Comité provisoire composé de Roger Désormière, Pierre Jamin, Louis Musy et Émile Rousseau
  - 1945 - 1946 : Albert Wolff
  - 1946 - 1948 : Henry Malherbe
  - 1948 - 1949 : Comité directeur composé de André Cluytens, Pierre Jamin et Louis Musy
  - 1949 - 1951 : Emmanuel Bondeville
  - 1952 - 1953 : Louis Beydts
  - 1953 - 1954 : Maurice Decerf (intérim)
  - 1954 - 1959 : François Agostini
  - 1959 - 1961 : Marcel Lamy
  - 1961 - 1963 : Emmanuel Bondeville
  - 1963 - 1965 : Hervé Dugardin
  - 1965 - 1968 : Eugène Germain
  - 1968 - 1971 : Jean Giraudeau
  - 1971 - 1972 : Bernard Lefort
  - 1974 - 1978 (Opéra-Studio) : Louis Erlo

### Théâtre national de l'Opéra
- 1978 - 1980 : Rolf Liebermann
- 1980 - 1982 : Bernard Lefort
- 1982 : Alain Lombard (intérim)
- 1982 - 1983 : Paul Puaux
- 1983 - 1986 : Massimo Bogianckino
- 1986 - 1989 : Jean-Louis Martinoty

### Opéra-Comique
- juin 1989 - mars 1994 : Thierry Fouquet

Directeur artistique de l'Opéra-Comique de 1985 à 1987, puis directeur de la programmation jusqu'à sa nomination au poste de directeur
- mars 1994 - 1999 : Pierre Médecin
- 2000 - 31 décembre 2004 : Jérôme Savary

### Théâtre national de l'Opéra-Comique
- 1er janvier 2005 - 26 juin 2007 : Jérôme Savary
- 27 juin 2007 - juin 2015 : Jérôme Deschamps
- juin 2015 - octobre 2021 : Olivier Mantei[24]
- à partir du 1er novembre 2021 : Louis Langrée[25].

### Bases de données
- « Archives de l’Opéra Comique », Dezède,‎ 13 novembre 2014 (ISSN 2269-9473, lire en ligne, consulté le 20 mars 2021)

## Logos

Logo jusqu'en 2023
Logo présenté à l'occasion de la présentation de la saison 2023-2024